# Скално-култов комплекс (Чуково)
Скално-култовият комплекс при село Чуково, (община Момчилград) е разположен в полите на Стръмни рид (Източни Родопи). Местното население нарича скалата Он пармак кая, което в превод от местен турски диалект означава Скалата с десетте палеца.

## Описание и особености
Според проф. Ана Радунчева комплексът е неповторим според организацията си на свещеното пространство. На самия връх на Стръмни рид е изсечена от монолитна скала огромната фигура на легнал на дясната си страна лъв, обърнат към долината и скалистото речно корито на р. Чуковска. (Според проф. Радунчева, позата и начинът на оформяне на тази скала показва силна прилика с една глинена животинска статуетка, съхранявана в РИМ Стара Загора, датирана от халколита.)
В предната част вместо глава има два жертвеника, а на обърнатата към долината страна са изсечени хоризонтални редове от трапецовидни ниши. В основата на тази страна на скалата чрез плитки изсичания и промени в цвета на скалата е направено изображение, което проф. Радунчева определя като женско – изобразяващо глава с корона, шия и горна част на тялото до бюста. Паралел на това изображение според Радунчева има в обект 244 от селището при село Драма (област Ямбол). Зад нея по скалата се наблюдава и второ антропоморфно изображение на човешко лице, а над него се различава и изображение на демон. Под тези изображение при теренно проучване проф. Ана Радунчева открива керамични късове от късния енеолит.
Размерите на лъвската фигура са приблизително дължина 8,8 m и височина, откъм горната страна на склона, 3 m. Около своеобразната „лъвска скулптура“ на обширно пространство скалата е гола и образува нещо като скален постамент, а в долната ѝ част е изсечена малка пещера. Според проф. Радунчева по всичко гореописано изглежда, че лъвската фигура е била разположена в центъра на свещената територия, тъй като от нея започват и други изсичания и улеи, които се скриват под тревните чимове.(Подобно оформяне на лъвска фигура в централната част на светилищен комплекс има при селата Друмче и Обичник – т.нар. Скално-култов комплекс Друмче.)
Точно срещу обекта, но в дъното на реката, има скален каньон с неизвестна дълбочина. В него винаги се поддържа почти еднакво ниво на водата. Приема се че светилището и каньона са функционирали като единен светилищен комплекс. Цялото речно корито и пътят до скалното светилище са покрити с изключително красиви ясписи и ахати.
Трапецовидните ниши са издълбани във варовиковата скала са 11 на брой, разпределени на 2 нива, като сред тях има и недовършени, което дава възможност да се проследи начинът на изсичане.